# Штевулова, Зузана
Зузана Штевулова (род. 24 июля 1983, Мартин) — словацкий юрист, лектор и активистка, помогающая мигрантам. Она была первой словачкой, получившей Международную женскую премию за отвагу.

## Жизнь
Зузана родилась в Словакии в 1983 году. Она преподает в словацком Трнавском университете. Она помогла создать политику интеграции Словацкой Республики.
Зузана выступала за права беженцев и мигрантов, прибывающих в Европу, и в 2016 году стала первой словачкой, получившей в Вашингтоне, округ Колумбия, Международную женскую премию за отвагу. Она выиграла важные дела по отмене отказов в предоставлении политического убежища и защите прав мигрантов в своей стране.